# پودرباخ
پودرباخ (به آلمانی: Puderbach) یک شهر در آلمان است که در نویوید واقع شده‌است. پودرباخ ۲٬۲۷۱ نفر جمعیت دارد.